# Whitehall (Town, New York)
Whitehall ist eine Town im Washington County, New York in den USA. Im Jahr 2010 hatte die Town 4042 Einwohner. Zur Town gehört auch ein gleichnamiges Village.

## Geschichte
Whitehall wurde 1759 von Hauptmann Philip Skene unter dem Namen „Skenesboro“ gegründet. Die erste Urkunde stammt aus 1765, als der britische König Georg III. dem Gründer das zugehörige Land garantierte. 1777 fand hier ein Gefecht während des Amerikanischen Unabhängigkeitskrieges statt, als während des Saratoga-Feldzuges nach der Schlacht von Ticonderoga britische Truppen die sich zurückziehenden Amerikaner verfolgten. Whitehall war ebenfalls durch den Britisch-Amerikanischen Krieg betroffen. Die Stadt nennt sich „Geburtsort der US-Marine“.
Nach der Stadt wurde auch ein Begleitzerstörer im Zweiten Weltkrieg benannt, die USS Whitehall.

## Geographie
Die nördliche Stadtgrenze ist identisch mit der Grenze zu Vermont. Der New York-Binnenkanal (New York Barge Canal, Champlain Canal) verläuft durch den westlichen Teil der Stadt. Die Stadt hat eine Fläche von 152,2 km², davon sind 149,2 km² Land und 3,0 km² Wasser.

## Ortschaften in der Town of Whitehall
- East Whitehall -- Eine Gemeinde an der östlichen Stadtgrenze.
- Grays Corner -- Eine Gemeinde südöstlich des Village of Whitehall.
- Village of Whitehall